# Marie-Agnes Strack-Zimmermann
Marie-Agnes Jahn, coniugata Strack-Zimmermann (Düsseldorf, 10 marzo 1958), è una politica tedesca, membro del Bundestag dal 2017 e Spitzenkandidat dell'ALDE per le elezioni europee del 2024.

## Biografia
Nata a Düsseldorf nel 1958, figlia del banchiere Wolfgang Jahn (1918–2005) e di sua moglie Maria Gabriele Beck (1924–2018), ha studiato giornalismo, scienze politiche e lingua e letteratura tedesca all'Università Ludwig Maximilian di Monaco. Nello stesso ateneo ha conseguito un dottorato di ricerca.
Ha lavorato fino al 2008 come freelance per l'editore per ragazzi Tessloff. Sposata con Horst Strack-Zimmermann, madre di tre figli, è cattolica praticante.
Iscritta al Partito Liberale Democratico fin dal 1990, ha intrapreso la carriera nelle istituzioni con l'elezione nel 1999 a consigliera del VII distretto di Düsseldorf. Nella stessa città è stata poi eletta consigliera comunale (mantenendo la carica dal 2004 fino al 2023) e vicesindaco dal 2008 al 2014.
Dal 2013 al 2019 è stata fra i vicesegretari federali del FDP, durante il mandato di Christian Lindner.
Alle elezioni federali del 2017 consegue l'elezione al Bundestag per la circoscrizione del Nordreno-Vestfalia. Dal 2018 è anche componente dell'Assemblea parlamentare della NATO.
Rieletta al Bundestag nelle elezioni del 2021, è diventata nel dicembre dello stesso anno Presidente della Commissione parlamentare difesa.
Nel mese di marzo 2024 è stata designata dall'Alleanza dei Liberali e dei Democratici per l'Europa come candidata principale alle elezioni europee dello stesso anno.